# Écouen

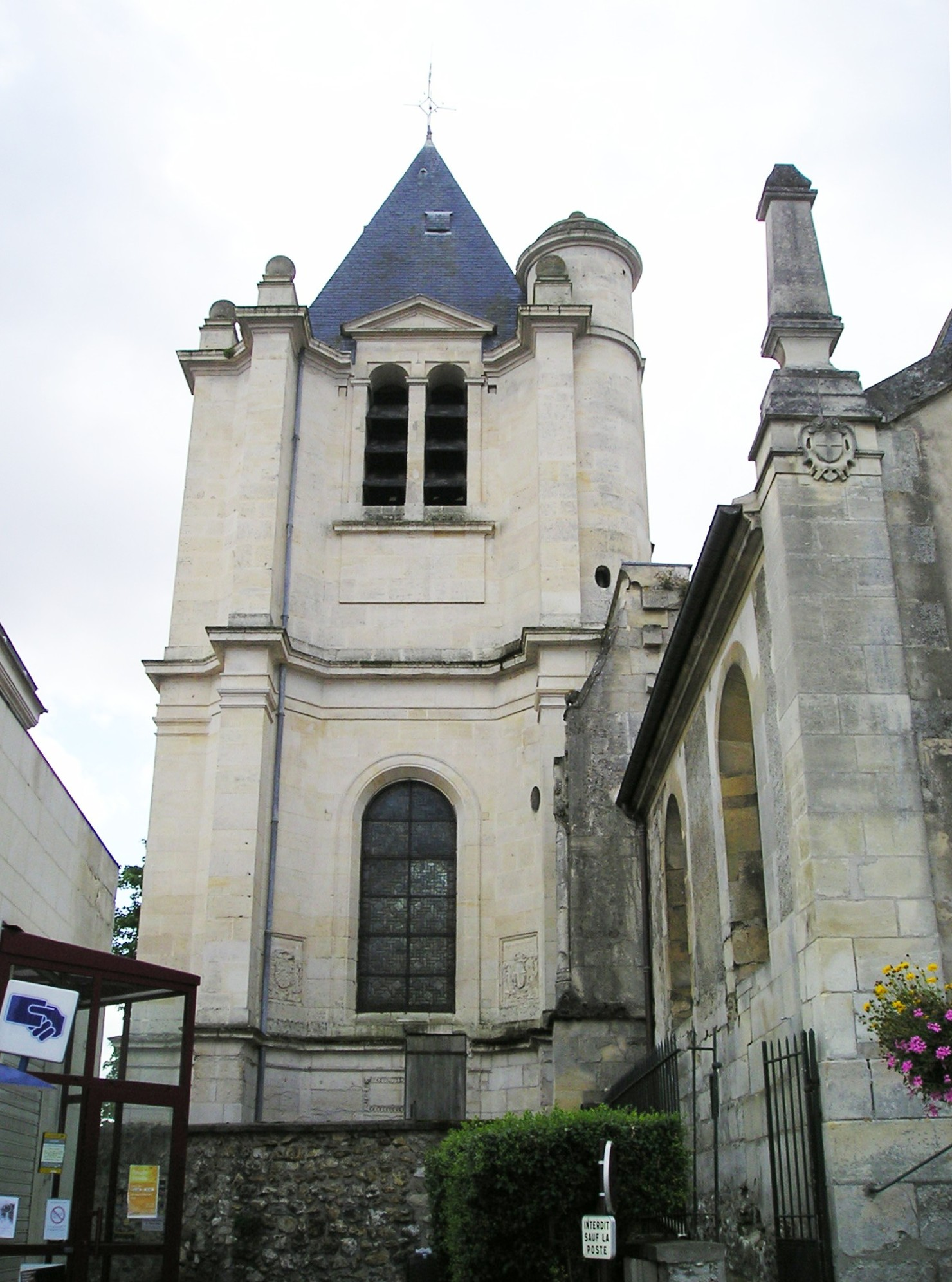
Biserica Saint-Acceul

Écouen este o comună franceză cu 7253 locuitori (ianuarie 2012) în departamentul Val-d'Oise, regiunea Île-de-France. Ea se află la 19 km la nord de Paris și la 15 km depărtare de aeroportul Paris-Charles de Gaulle.

## Obiective turistice
- Castelul Écouen, din secolul al XVI-lea, cu Muzeul național al renașterii
- Biserica Saint-Acceul, construită între (1536-1554), cu nava bisericii din 1709 și fațada de vest din 1852.

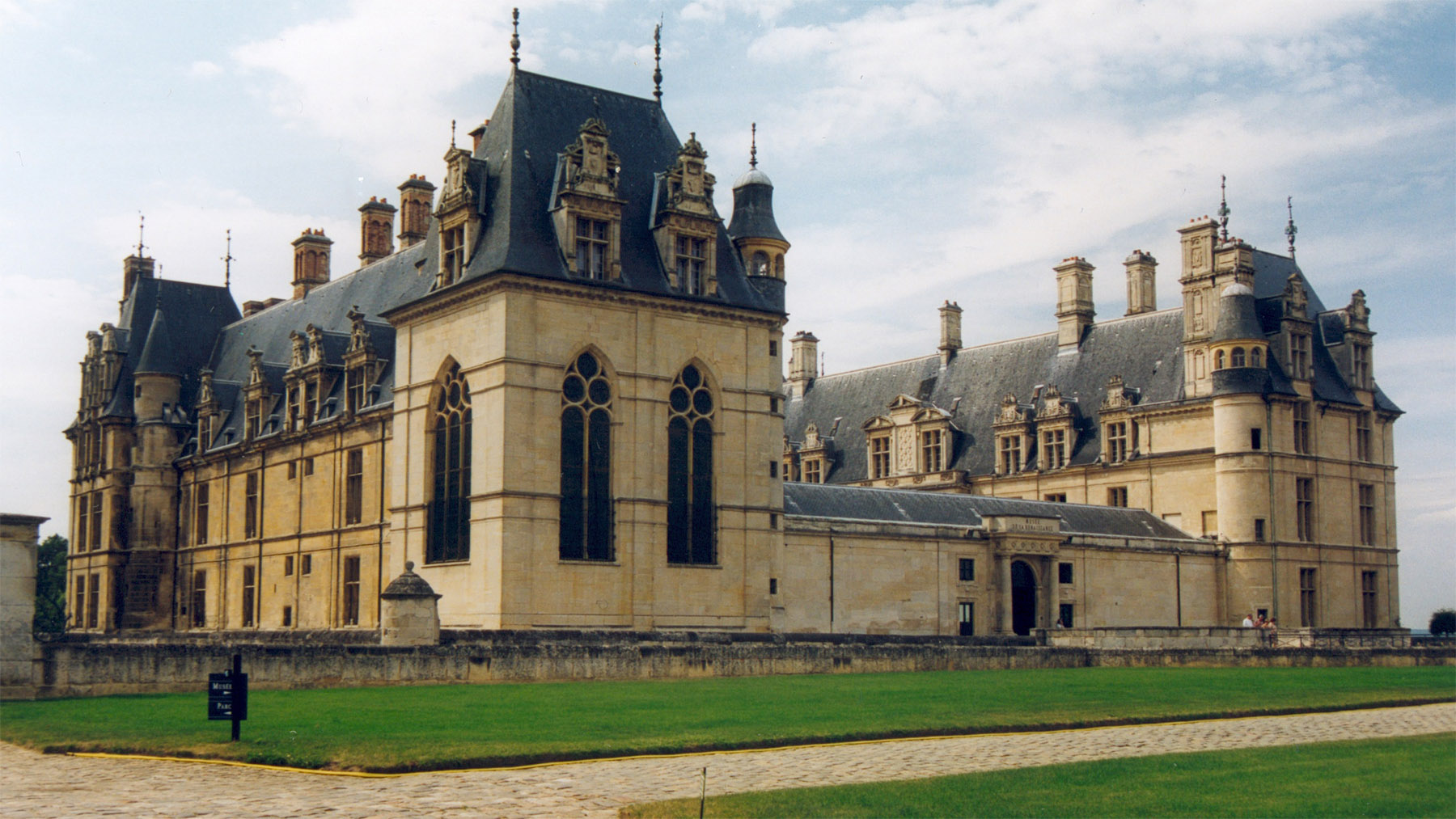
Castelul Écouen
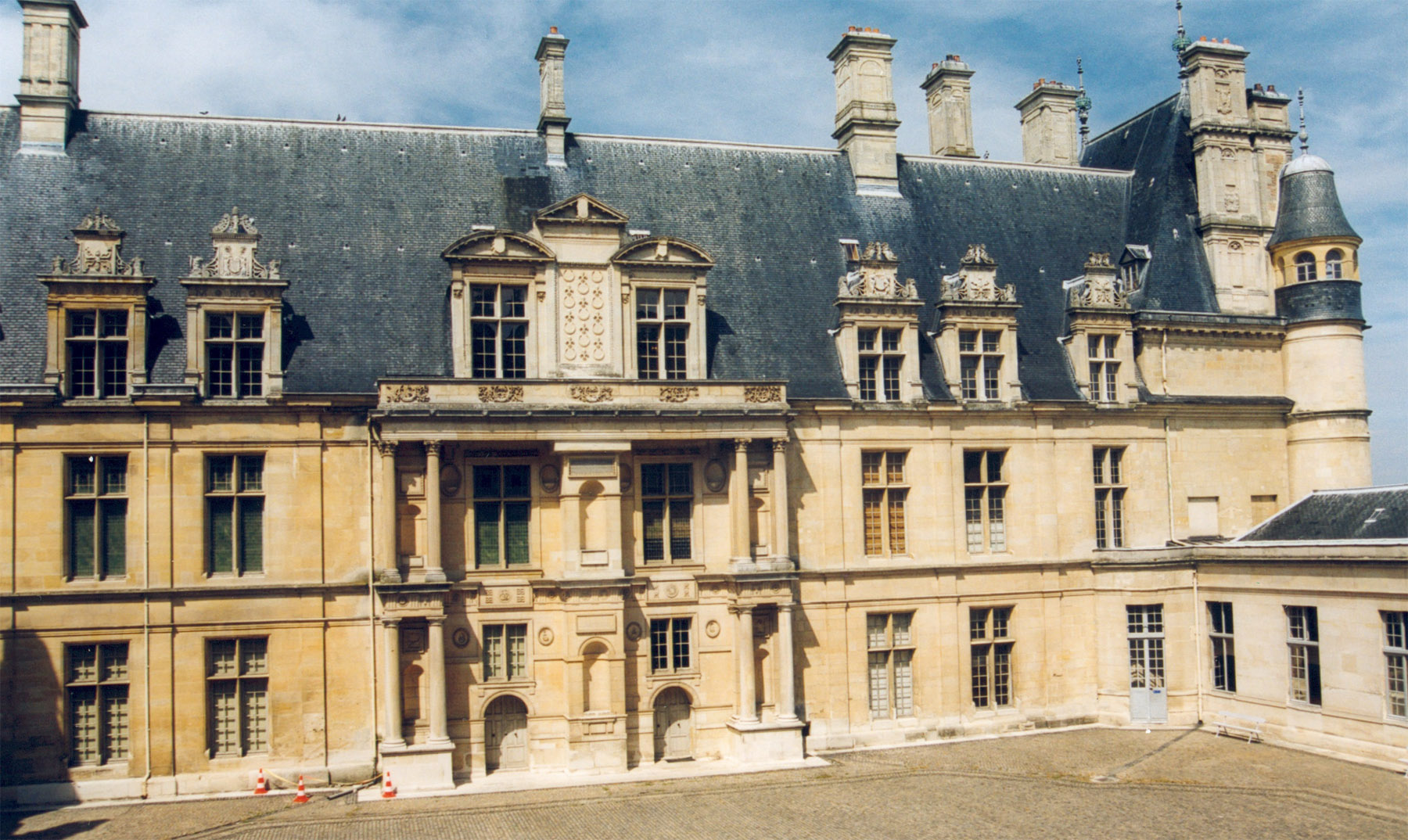
Curtea interioară a castelul Écouen